# Pevnina
Pevnina je ta část zemského povrchu, která není pokryta světovým oceánem. Pevnina představuje přibližně 29 % (asi dvě sedminy) zemského povrchu (149 509 360 km²). Vyskytuje se hlavně v podobě kontinentů, které vystupují nad oceány, malá (ale nezanedbatelná) část světové pevniny je tvořena ostrovy (asi 7 %). Jako pevnina se v tomto smyslu počítají i vnitrozemské vodní plochy (jezera). Tím se pojem liší od souše, která značí prostě povrch nepokrytý vodou. V jiném kontextu může pevnina znamenat i kontinent v protikladu k přilehlým ostrovům.
Země je geologicky aktivní těleso, a tak se rozsah a tvar pevniny stále mění. Pevnina je v některých částech po dlouhá období obrušována nebo nanášena. Vlivem endogenních tektonických procesů vznikají a zanikají moře a mění se jejich tvar, kontinenty se přesouvají, rozpadají a spojují. Většina těchto změn probíhá velmi, až neznatelně pomalu, některé jsou ale dynamické a lze je sledovat i v rámci lidského života – např. eroze pobřeží, posun písečných kos. V drobném měřítku mění rozsah pevniny a oceánu i člověk (vysoušení poldrů, prokopání šíjí, budování umělých ostrovů).

## Rozložení pevniny na Zemi
Pevnina je na planetě Zemi rozmístěna nerovnoměrně. Zatímco na severní polokouli pokrývá pevnina asi dvě pětiny povrchu, na jižní polokouli je to jen 1/5, a z toho je ještě značná část zaledněná. Lze vysledovat určitou inverzní symetrii vzhledem k pólům – na severu se nachází oceán obklopený pevninou, zatímco na jihu jde o polární pevninu obklopenou oceánem. 

Pokud by se povrch Země rozdělil na dvě polokoule tak, aby na jedné byl největší možný podíl pevniny, na takto definované „polokouli souše“ by pevnina činila 47 % plochy, zatímco na „polokouli moře“ by to bylo jen 11 % (a z toho skoro polovina pokrytá ledem). Polokoule souše se do velké míry překrývá se severní polokoulí.

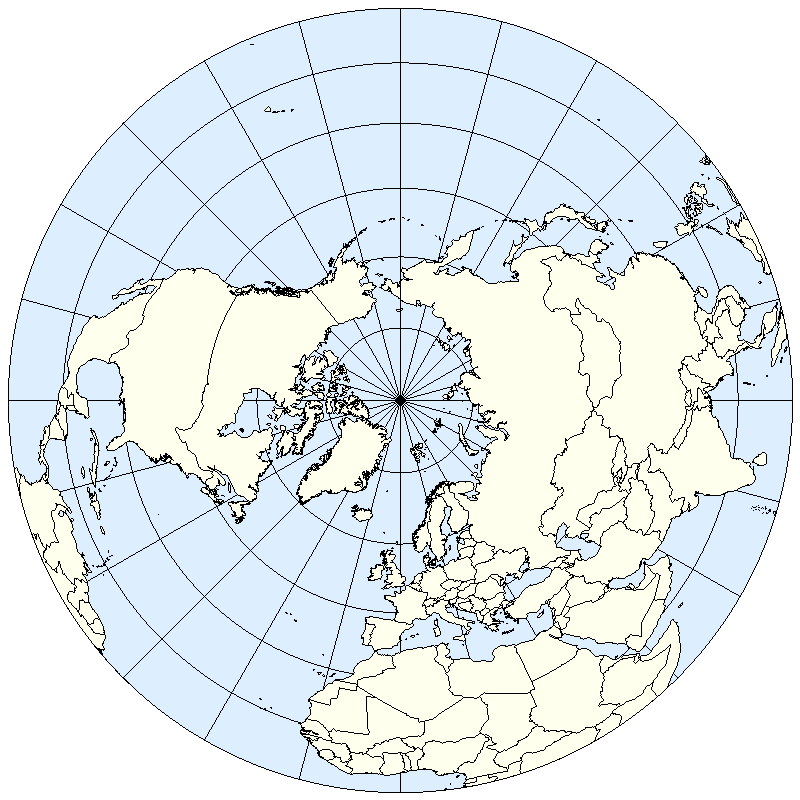
Severní polokoule
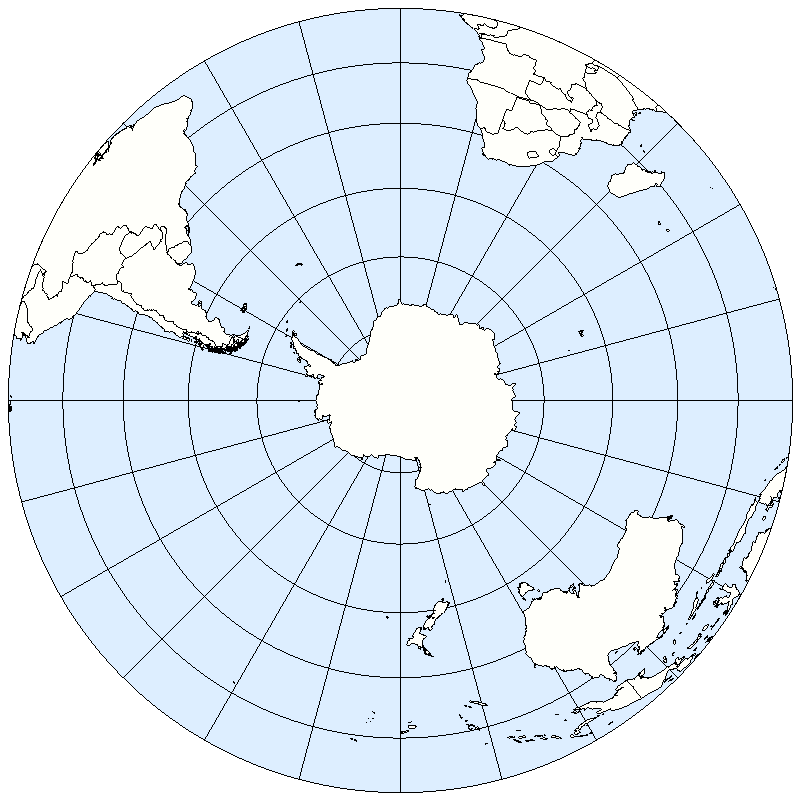
Jižní polokoule
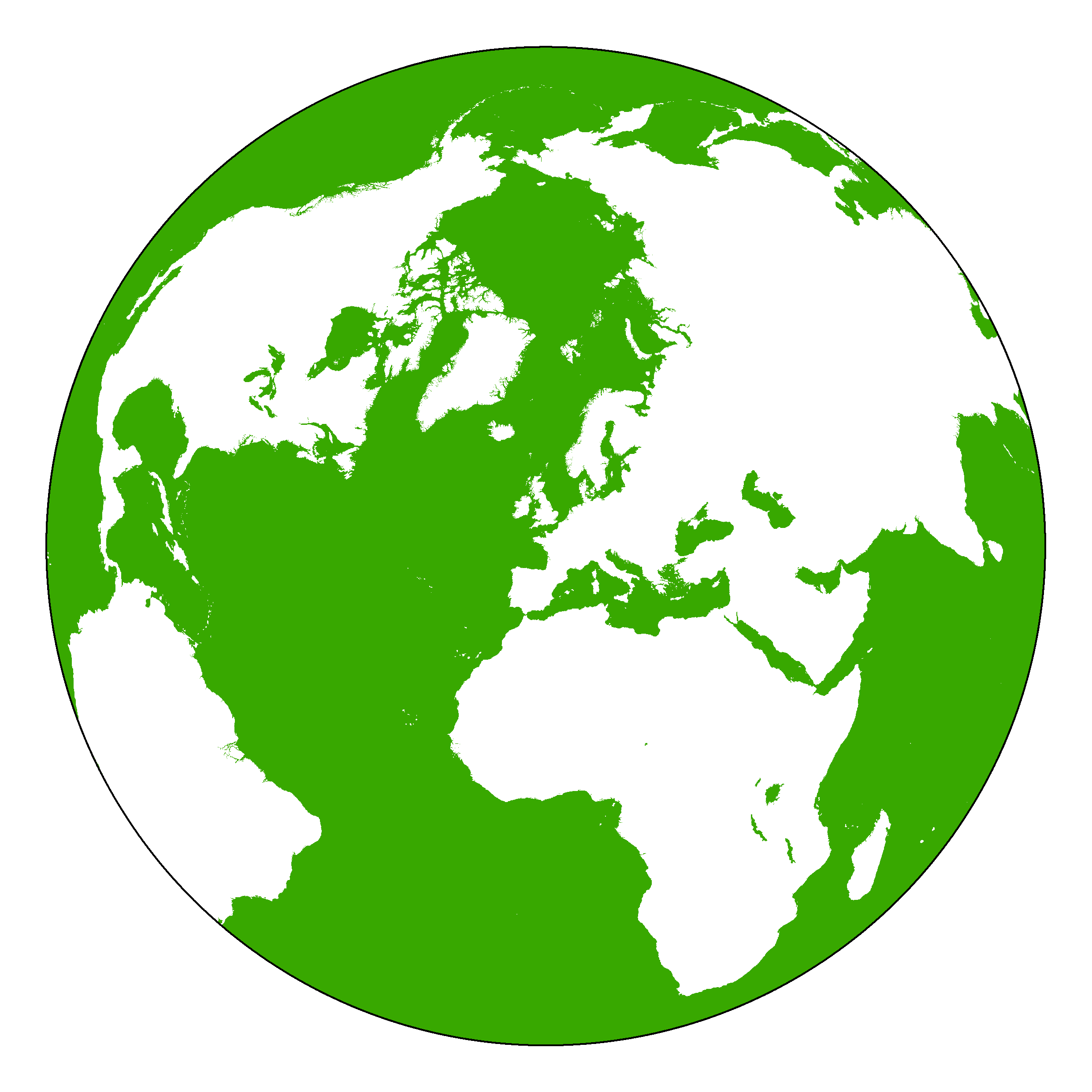
Polokoule souše
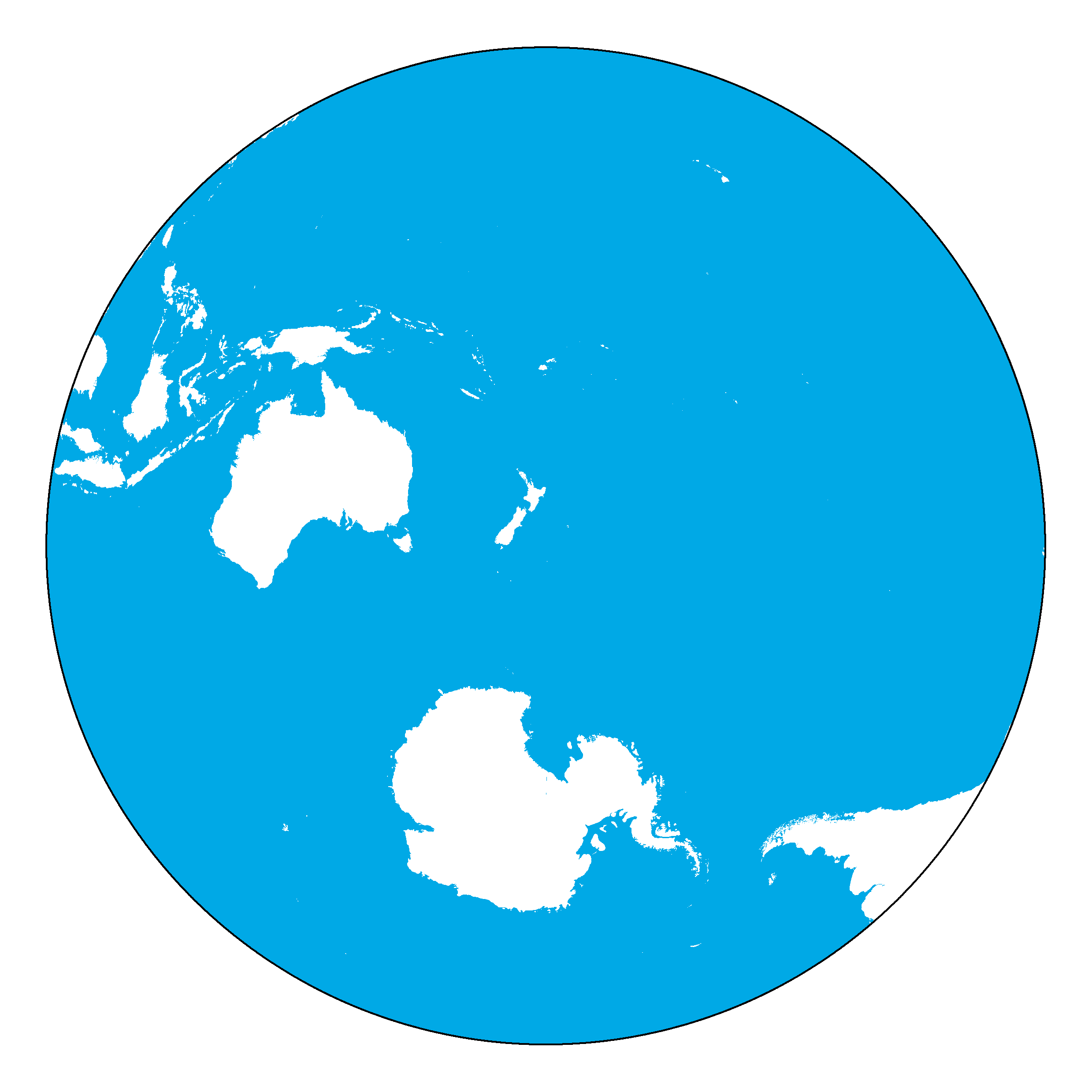
Polokoule moře